# Adolf Fredriks gosskör
Adolf Fredriks Gosskör är en av två profilkörer vid Adolf Fredriks musikklasser i Stockholm, den andra är Adolf Fredriks flickkör. Gosskören bildades 1965 av musikdirektör Jan Åke Hillerud, som ledde kören till och med 1997. Gosskörens verksamhet låg nere till 2001, då kören startade på nytt under ledning av Christoffer Holgersson. Från hösten 2009 till våren 2017 leddes kören av Pelle Olofson och under dessa år var kören en renodlad diskantkör med enbart sopran- och altstämmor. Nuvarande dirigent och konstnärlig ledare är Anna-Karin Schäfer.
Julen 2007 släppte kören en skiva med jul- och vintersånger med Karl-Magnus Fredriksson, hovsångare och en av Kungliga Operans mest framträdande barytoner, som gästsolist. Den senaste skivan släpptes under hösten 2010, med körmusik inspirerad av pop/rock och rytmisk musik. Gästsolister är Danny Saucedo och Molly Sandén, vilka också varit elever på Adolf Fredriks Musikklasser. På skivan spelas alla instrument (bas, gitarr, keyboard, trummor) av eleverna själva. Kören har också deltagit i Melodifestivalen 2013, Operan "Det gyllene Skeppet" av Benjamin Britten på Kungliga Operan 2013. Spring Symphony av Britten i Berwaldhallen och på SvT 2013. Gosskören har också blivit inbjudna att representera Sverige i prestigefulla festivaler såsom Cantores Minores i Helsingfors och till Lecco i Italien. Kören spelade 2013 in en CD, "Cantate Domino", med sakral musik.
Gosskören har genom åren bland annat medverkat vid uppsättningar med Kungliga Filharmoniska Orkestern i Stockholm, medverkat i konserter med Sveriges Radios Symfoniorkester samt arbetat med Stockholms Läns Blåsarsymfoniker.
De har medverkat i TV, bland annat i Prins Nicolas dop, Melodifestivalen, Skavlan och Nyhetsmorgon. Gosskören är ofta anlitad för sång vid konferenser och företagsevenemang samt har en regelbunden konsertverksamhet.
Konsertturnéer har under åren gjorts till bl.a. Italien, Estland, Tyskland och Japan.
Kören består idag av ca 60 pojkar och unga män i årskurs 5-9 och är indelad i sopran, alt, tenor och bas. 

## Diskografi (i urval)
- En svensk spelmansmässa
- In the bleak mid-winter (2007)
- Sacred and profane (2010)
- Cantate Domino (2013)